# George Jefferson
George Jefferson (Inglewood (California), Estados Unidos, 28 de febrero de 1910-13 de febrero de 1996) fue un atleta estadounidense, especialista en la prueba de salto con pértiga en la que llegó a ser medallista de bronce olímpico en 1932.

## Carrera deportiva
En los JJ. OO. de Los Ángeles 1932 ganó la medalla de bronce en el salto con pértiga, con un salto por encima de 4.20 metros, siendo superado por su compatriota William Miller (oro con 4.315 metros) y el japonés Shuhei Nishida (plata con 4.30 m).